# O Cavalo Gullfaxi e a Espada Gunnfoder
" O Cavalo Gullfaxi e a Espada Gunnföder " é um conto de fadas islandês, incluído por Andrew Lang em seu livro O Livro Carmesim das Fadas (1903).  Foi adaptado de "Das Pferd Gullfaxi e das Schwert Gunnfjödur", uma tradução alemã de Josef Poestion em seu livro Contos de fadas islandeses (1884).  Poestion adquiriu o texto islandês de seu contato, "Prof. Steingrimr Thorsteinsson ". 

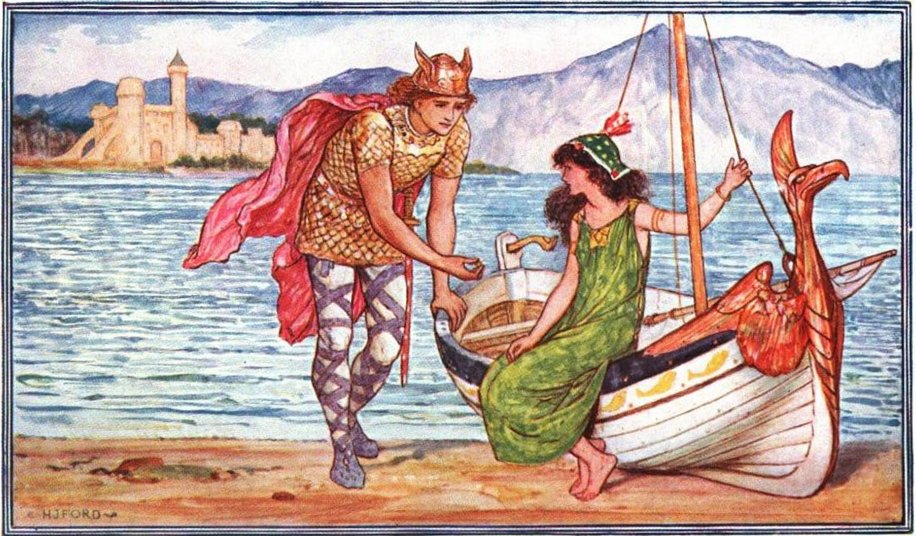
Sigurd encontra Helga brincando com o barco. illstr. por HJ Ford

Este conto foi o único no livro de Poestion que ele não extraiu de Íslenzkar Þjóðsögur og Æfintýri Vol. De Jón Árnason . 2 (1862-64),  e, portanto, o único que não é de origem oral. O texto islandês "Sagan af hestin Gullfaxa og sverðinu Gunnfjöður" estava no manuscrito JS 287 4to, datado de 1857-1870, agora na posse da Biblioteca Nacional e Universitária da Islândia .   O texto islandês foi finalmente publicado no volume 4 (1956) da edição completa expandida da coleção de Jón Árnason. 
Há uma série de outros espécies de contos islandês na coleção que apresentam um cavalo ou espada de nomes semelhantes: Glóganaxi og Gunnfjöður,  Sagan af hestinum Gullskó e og sverðinu Gullfjöður,  karorsteinn karlsson og hesturinn Gullskór,  Hesturinn Gullskór og sverðið Dynfjöður .  As variantes dão nomes diferentes aos protagonistas, motivos destacados, etc. 
Uma versão recontada de Ruth Manning-Sanders para o título "Sigurd o filho do rei" está em sua antologia, Um livro de Ogros e Trolls (1972). 

## Sinopse
Houve uma vez um rei cuja rainha lhe deu um filho chamado Sigurd (islandês: Sigurur), mas ela morreu quando o príncipe tinha dez anos de idade. O rei lamentou sua perda por um longo tempo, até que um dia no túmulo da rainha (ou haugr, um túmulo) ele fez amizade com uma mulher chamada Ingiborg (Ingibjörg), e alguns dias depois o rei se casou com ela. Sigurd gostava muito da madrasta.
Certa noite, Ingiborg falou com Sigurd e aconselhou-o a acompanhar o rei em sua caçada no dia seguinte. E Quando Sigurd recusou, Ingiborg previu que nada de bom sairia de sua recusa, e escondeu Sigurd embaixo da cama durante a ausência do rei. Em pouco tempo, uma gigante (ou em islandês:  tröllkona "mulher-troll" no original) veio visitá-lo, dirigindo-se a Ingiborg como sua irmã, e a pressionando para saber se Sigurd estava em casa. Ingiborg entreteve a gigante mas perseverou em negar a presença de Sigurd. O processo é repetido no dia seguinte, com outra gigante perguntando por Sigurd, sem sucesso. A gigante que chegou pela terceira vez também sairia de mãos vazias, ao que parece, mas ela habilmente conseguiu lançar um feitiço, que ela disse que funcionaria em Sigurd se ele estivesse ao alcance de sua voz. O feitiço o deixou terrivelmente desfigurado, meio chamuscado e meio murcho, com um desejo irreprimível de procurar a gigante para ganhar paz de espírito. 
Derrotando as três gigantes
Ingiborg tirou Sigurd de seu esconderijo embaixo da cama e repreendeu sua teimosia, mas receitou uma maneira de remediar a situação. Ela deu- lhe uma bola (ou " clew " hnoða ) de corda, e três anéis de ouro. Se ele deixasse a bola de corda rolar, isso o levaria a uma gigante, e embora ela ameaçasse fazer uma refeição dele na panela e agarrá-lo com um gancho de barco, ele deve suborná-la com o presente de um dos anéis. Ela então se ofereceria para lutar com ele até que a força dele acabasse e lhe oferecesse um chifre para beber, que ele deveria aceitar, já que um rascunho disto o faria forte o suficiente para superá-la. Ele deveria repetir o processo com as outras duas irmãs gigantes. Mas se o cachorro de Ingiborg aparecer diante dele com lágrimas escorrendo pelo focinho, esse era o sinal de que sua vida estava em perigo iminente, e ele deveria voltar para ajudar sua madrasta.  
Ele seguiu suas direções, encontrando as três gigantes por vez, a próxima gigantona cada vez maior e mais hedionda. Sigurd tinha que oferecer um anel maior como suborno em cada turno, mas ele também ficava mais poderoso com o chifre de beber oferecido por cada uma das gigantes. 
Ajudando Helga, a filha do gigante
A última gigante, depois de sua derrota no final de sua luta, agora conduziu Sigurd para uma nova aventura, declarou-o "mais forte do que nunca" (isto é, não mais definhado e restaurado para a saúde plena "ou" frískur aftur ") ), e desejando-lhe boa sorte. Ele deveria ir a um lago próximo, encontrar uma menininha (chamada Helga) brincando com um barco e fazer amizade com o presente de um pequeno anel de ouro que a última gigante fornecia. Sigurd se tornou a companheira de brincadeiras da menina durante o dia, e quando a noite caiu, persuadiu Helga a levá-lo para sua casa, além de sua objeção inicial, por conta de seu pai ser um "gigante feroz". 
Mas assim que eles se aproximaram da porta, Helga brandiu sua luva (glófi) sobre ele, transformando-o em um pacote de lã (ou um " hank, ou bobina" de lã, Üllar-Honk), que ela jogou em sua cama. Seu pai retornou, procurando em cada esquina, e declarou: “Este lugar cheira a homens. O que você jogou na cama, Helga? (Ele começa sua linha com o equivalente islandês de " Fee-fi-fo-fum .." no texto original) Mas Helga foi capaz de explicar que era apenas a lã que ele cheirava. No dia seguinte, Helga retornou ao lago com o pacote de lã e restaurou Sigurd de volta à forma com sua luva, e eles brincavam no lago durante o dia. No terceiro dia, seu pai estava indo para a cidade,  que significava que eles tinham a casa para si o dia inteiro, e como ela recebia a custódia de todas as chaves, eles brincavam de abrir todos os quartos. Mas Sigurd notou que havia uma chave que ela não usava e perguntou a ela sobre isso. Ela corou e não respondeu.  Ele tentou convencê-la a mostrar-lhe a sala fechada, quando viu uma porta de ferro e disse-lhe que a abrisse, o que ela concordou em fazer apenas parcialmente. 
Cavalo e espada maravilhosos

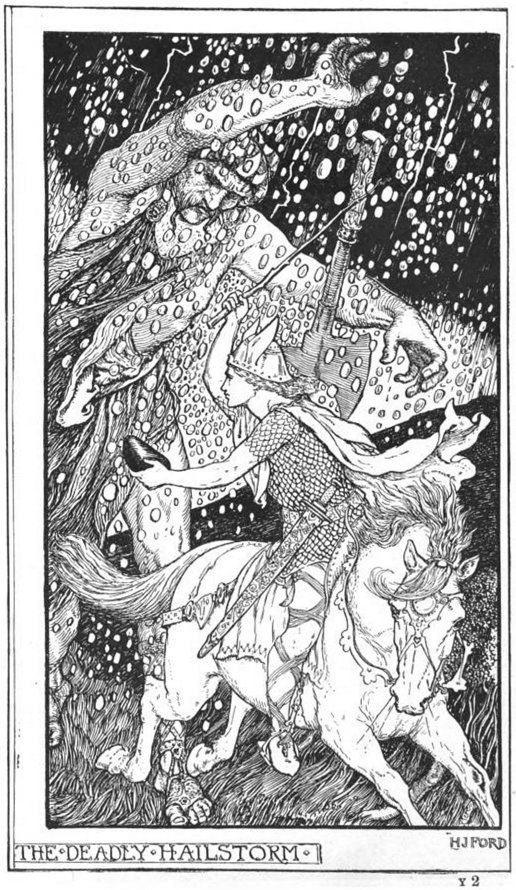
Sigurd montado em Gullfaxi defende gigante em perseguição com "The Deadly Hailstorm" illstr. por HJ Ford

Dentro havia um cavalo chamado Gullfaxi "Golden Mane" e uma espada chamada Gunnfoder ( em islandês:  Gunnfjödur    ) "Battle-Plume". A espada era ricamente ornamentada, e tinha uma inscrição em seu hilt que dizia: "Aquele que monta este cavalo e usa esta espada encontrará a felicidade" (em em islandês:  Hver sem á þessum hesti situr og með þessu sverði gyrðir sig mun gæfumaður verða - essa espada vai encontrar felicidade). Sigurd queria dar uma volta no cavalo com todas as suas armadilhas para um circuito, e Helga recusou-se a princípio, mas depois cedeu e revelou o nome do cavalo e da espada. Muitos dos diálogos trocados inseridos aqui por Lang são seus embelezamentos (por exemplo, "Meu pai é um rei, mas ele não tem nenhuma espada tão bonita como essa". Ora, as jóias da bainha são mais esplêndidas que o grande rubi da coroa! Tem um nome? Algumas espadas, você sabe. ) Helga lhe deu "o bastão e a pedra e o galho" que pertenciam ao conjunto com o resto.  Quem está nas costas do cavalo pode jogar o galho e fazer com que uma grande floresta pareça impedir seu perseguidor. Se o inimigo não é frustrado, ele pode atacar (ou picar) a pedra com o bastão e um hailstrom matará o inimigo. 
Helga finalmente cedeu sob a condição de Sigurd só rodaria uma vez, mas no final do circuito, Sigurd partiu. O pai de Helga voltou para descobrir o roubo e correu atrás de Sigurd, a caminho de Gullfaxi. (O conto de Lang chama o pai de um gigante, mas o original apenas se refere a ele como um homem ou "carl".  ). Sigurd lançou o graveto para fazer uma floresta densamente arborizada emergir, na esperança de bloquear seu perseguidor, mas o gigante pegou um machado para cortá-lo, e estava quente em sua cauda. Então Sigurd acertou (ou cutucou) a pedra causando a tempestade de granizo matando o gigante. Se Sigurd tivesse atingido a pedra sem virar do outro lado, ele próprio teria sido atingido e morto pelo granizo. 
Quando Sigurd estava cavalgando em direção a sua casa, o cachorro de sua madrasta veio correndo para ele, e ele apressou-se a encontrar nove servos (ou “ escravos ” de ærælar ) prontos para queimar Ingiborg na fogueira. Ele atacou com raiva e matou todos com sua espada (no original islandês, o nome Gunnfjöður é explicitamente dado aqui). Então ele colocou seu pai doente à vontade, que erroneamente responsabilizou Ingiborg pelo assassinato de seu filho.  Sigurd trouxe Helga para casa e eles tiveram uma grande festa de casamento. 
Na versão rotunda "Sigurd, o Filho do Rei",   o rei encontrou uma mulher (chamada "Ingeborg") na floresta que o avisou que ela era filha de um troll ; no entanto, ele se apaixonou à vista e insistiu em se casar com ela. 